# أوزكند
أوزكند (أيضا Ozgon أو Özgön و Uzkand أو Uzkend, لغة قيرغيزية: Өзгөн, Özgön; (الروسية: Узген)). هي مدينة في منطقة أوش، قيرغيزستان. هي كذلك عاصمة منطقة اوزكند. وفقا لتعداد عام 2009 بلغ عدد سكان أوزكند 49410 

## التاريخ
ذكرت المدينة في سجلات صينية يود تاريخها إلى القرن الثاني قبل الميلاد. وكانت واحدة من عواصم القراخانات. كذلك ورد ذكرها في كتب الجغرافيون العرب مثل شمس الدين المقدسي وابن حوقل في القرن العاشر الميلادي.
قال ابن حوقل في كتاب صورة الأرض
- «وتنحدر اليهم السفن من نهر الشاش وهو نهر عظيم ويعظم من أنهار تجتمع اليه في حدود الترك والإسلام وعموده نهر يخرج من بلد الترك في حدود اوزكند ثمّ يجتمع اليه نهر خرشاب ونهر ورست وقبا ونهر جدغل وغيرها فيعظم ويغزر ماؤه ويمتدّ على اخشيكث ثمّ على خجندة ثمّ على بناكث ثمّ على ستكند فيجرى إلى باراب وإذا جاوز حدّ صبران جرى في برّيّه تكون في حاشية  بلد الأتراك الغزّيّة فتمتدّ إلى القرية الحديثة على فرسخ منها ثمّ يقع في بحيرة خوارزم على مرحلتين من القرية الحديثة وهو نهر إذا امتدّ يكون نحو ثلثي جيحون وتحمل فيه المير إلى القرية الحديثة إذا كانت الهدنه وكان الأتراك في صلح للمسلمين وبالقرية الحديثة مسلمون غير أنّها دار مملكة الغزّيّة ويقيم بها في الشتاء ملك الغزّيّة وبقربها جند وخواره وبهما من المسلمين تحت سلطان الغزّيّة وأكبر هذه الثلاثة المواضع القرية الحديثة وهى من خوارزم على عشر مراحل ومن باراب على عشرين مرحله.»

قال الشريف الإدريسي في نزهة المشتاق في اختراق الآفاق
- «ومن مدينة أوش إلى مدينة اوزكند وهي آخر مدن فرغانة مما يلي دار الأتراك شرقا مرحلة وهي مدينة كبيرة عامرة بالناس وفيها أجناد ولأهلها حزم ومنعة وعزة أنفس ولها قرى كثيرة وليس في عملها مدينة غيرها ويقرب منها كاسان شمالا وهي مدينة حسنة كثيرة الخصب والعمارات وهي خصبة حصينة وكاسان اسم للمدينة واسم الناحية أيضا ولها قرى كثيرة وجملة ما من فربر على نهر جيحون إلى اوزكند أربع وعشرون مرحلة.»[3]

قال الإصطخري في المسالك والممالك
- «من أوش إلى أوز كند مرحلة كبيرة.»

قال قدامة بن جعفر
- «ومن أوش إلى بوزكند مدينة خورتكين الدهقان سبعة فراسخ، ومن بوزكند إلى العقبة والطريق إلى العقبة بين القرى متصلة متقاربة بخورتكين الدهقان.»[5]

## الجغرافيا
تقع اوزكند في الطرف الشرقي الأقصى من وادي فرغانة. وتبعد 30 ميلا إلى الشمال الشرقي من أوش، و 20 ميلا من جنوب شرق جلال أباد على الضفة اليمنى من كارا-داريا.

### المناخ
| البيانات المناخية لـاوزكند                                                                              | البيانات المناخية لـاوزكند | البيانات المناخية لـاوزكند | البيانات المناخية لـاوزكند | البيانات المناخية لـاوزكند | البيانات المناخية لـاوزكند | البيانات المناخية لـاوزكند | البيانات المناخية لـاوزكند | البيانات المناخية لـاوزكند | البيانات المناخية لـاوزكند | البيانات المناخية لـاوزكند | البيانات المناخية لـاوزكند | البيانات المناخية لـاوزكند | البيانات المناخية لـاوزكند |
| الشهر                                                                                                   | يناير                      | فبراير                     | مارس                       | أبريل                      | مايو                       | يونيو                      | يوليو                      | أغسطس                      | سبتمبر                     | أكتوبر                     | نوفمبر                     | ديسمبر                     | المعدل السنوي              |
| --- | -------------------------- | -------------------------- | -------------------------- | -------------------------- | -------------------------- | -------------------------- | -------------------------- | -------------------------- | -------------------------- | -------------------------- | -------------------------- | -------------------------- | -------------------------- |
| المتوسط اليومي °م (°ف)                                                                                  | −4.3 (24.3)                | −1.7 (28.9)                | 6.1 (43.0)                 | 13.9 (57.0)                | 18.5 (65.3)                | 22.6 (72.7)                | 24.4 (75.9)                | 22.8 (73.0)                | 18 (64)                    | 11.5 (52.7)                | 4.4 (39.9)                 | −1.5 (29.3)                | 11.2 (52.2)                |
| الهطول مم (إنش)                                                                                         | 40.9 (1.61)                | 51.2 (2.02)                | 77.8 (3.06)                | 86.3 (3.40)                | 71.9 (2.83)                | 38 (1.5)                   | 19.6 (0.77)                | 10.9 (0.43)                | 12.6 (0.50)                | 54.9 (2.16)                | 54.6 (2.15)                | 40.7 (1.60)                | 559.4 (22.02)              |
| متوسط أيام هطول الأمطار (≥ 0.1 mm)                                                                      | 7                          | 7.4                        | 8.6                        | 8.1                        | 8.7                        | 6.4                        | 4.4                        | 3.1                        | 2.9                        | 4.9                        | 5.7                        | 6.1                        | 73.3                       |
| متوسط الرطوبة النسبية (%)                                                                               | 77.3                       | 74.9                       | 66.6                       | 56.8                       | 51.8                       | 44.6                       | 46.1                       | 50                         | 52.8                       | 60.2                       | 69                         | 77.9                       | 60.7                       |
| المصدر: "The Climate of Uzgen". Weatherbase. مؤرشف من الأصل في 2023-03-06. اطلع عليه بتاريخ 2014-07-31. |                            |                            |                            |                            |                            |                            |                            |                            |                            |                            |                            |                            |                            |

## مشاهير ولدو في اوزكند

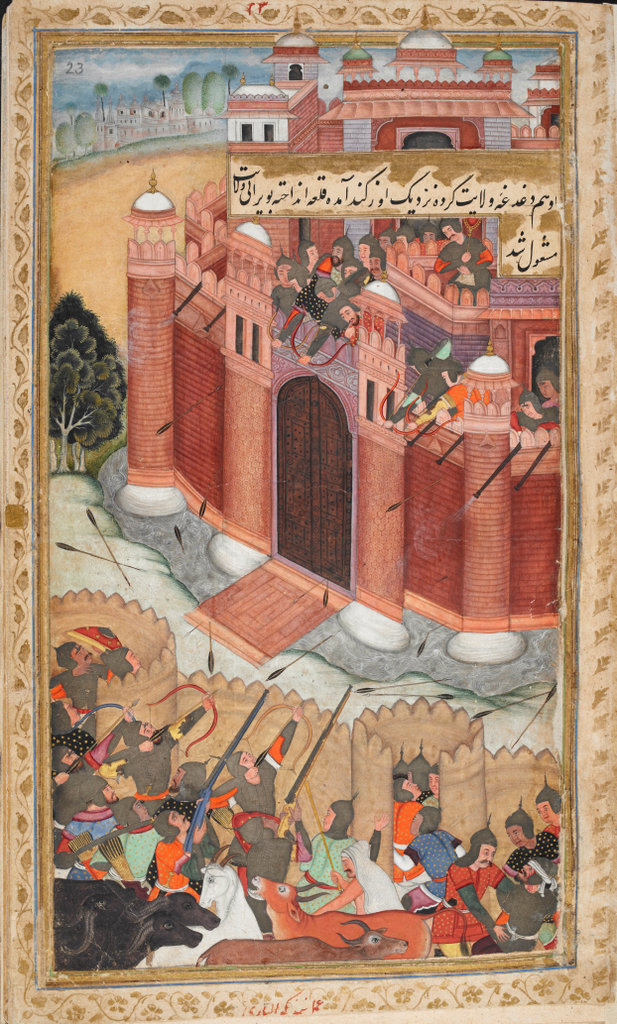
ميرزا أبو بكر دوغهالت في محاولة فاشلة لاحتلال اوزكند (من بابر نامه).

- ساليزهان شاريبوف، رائد فضاء ولد في عام 1964.